# کروپلینگ
شهر کروپلینگ (به آلمانی: Kröpelin) در ایالت مکلنبورگ-فورپومن در کشور آلمان واقع شده‌است.